# Gà kiểng

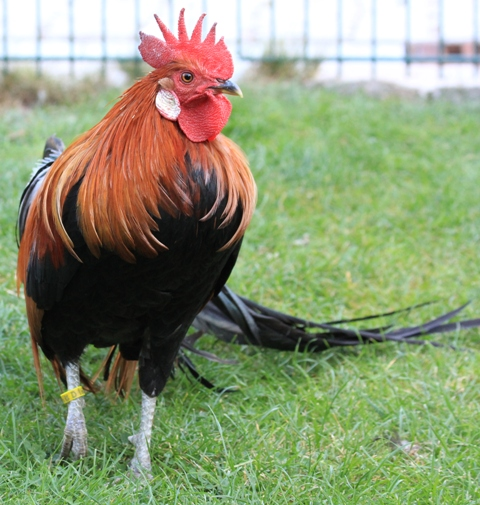
Một con Vĩ trường kê của Nhật Bản

Gà kiểng hay gà cảnh là các giống gà đã được thuần hóa, chọn giống, lai tạo, phát triển và được nuôi như thú vật cưng, phục vụ cho nhu cầu thưởng lãm, chiêm ngưỡng vẻ đẹp mang lại niềm vui, thỏa mãn sở thích, niềm đam mê của con người. Người chơi gà kiểng thường chú trọng đến màu sắc, hình dáng và tiếng gáy mà không quan tâm đến chất lượng thịt. Bình quân một con gà kiểng trưởng thành chỉ nặng từ 400-800g nhưng giá trị kinh tế lại rất cao, gà kiểng đẹp, phải có giọng gáy gãy gọn, to, rõ ràng, không bị gáy thiếu âm, gãy âm.

## Tổng quan
Giữ gà như là vật nuôi làm kiểng ngày càng trở nên phổ biến trong những năm qua trên thế giới trong các cư dân đô thị và ngoại thành. Phần lớn các loại gà được nuôi ở các trang trại sản xuất nông nghiệp để lấy thịt và trứng nhưng một số gà được lưu giữ như là vật nuôi cho lý do giải trí cùng với việc lấy trứng và thịt. Khác với việc nuôi gà thông thường, thú nuôi gà kiểng mang một giá trị nghệ thuật cao hơn.
Những con gà kiểng được nuôi trong phạm vi nhất định có kiểm soát chặt chẽ và thông thường là trong tầm mắt của con người như một tài sản chứ không như các loại gà thịt nuôi gà thả vườn hay nhốt trong lồng, vì thả vườn chúng sẽ rất hoang dã không phục vụ được nhu cầu làm kiểng và chỉnh sửa nghệ thuật. Chơi gà kiểng hướng đến dáng vẻ của con gà (thế gà), màu sắc rực rỡ của bộ lông gà.
Một số thành phố ở Hoa Kỳ cho phép gà như là vật nuôi nhưng một số nơi có thể cấm con gà trống do tiếng gáy của nó làm phiền người khác. Ở châu Á, nhiều giống gà có bộ lông nổi từ lâu đã được giữ cho mục đích trang trí, bao gồm các giống như gà Tam hoàng, gà Lương Phượng và gà ác từ Trung Quốc, và gà Phượng hoàng đuôi dài từ Nhật Bản. Giống gà cảnh châu Á đã được nhập khẩu vào Hoa Kỳ và Vương quốc Anh vào cuối những năm 1800. Giống gà Mỹ chuyên biệt đã được phát triển từ các giống châu Á.

## Các giống
Trên thế giới, các giống gà kiểng rất đa dạng, phong phú về chủng loại tuy nhiên có thể chia ra làm các nhóm chính:
- Gà kiểng cỡ nhỏ (mini): là các giống gà cỡ nhỏ, gà tre (trọng lượng cao nhất là 700g), loại này thường được người chơi ở thành phố chọn nuôi vì hình dáng chúng nhỏ bé, tiếng gáy nhỏ, phù hợp với điều kiện nuôi nhốt,làm kiểng, thông thường những giống gà này có màu sắc bắt bắt. Một số giống gà tiêu biểu gồm: Gà tre Nhật Bản/Gà tre Thái Lan (trọng lượng tối đa là 600g), Gà tre Mã Lai (dáng nhỏ trọng lượng tối đa không quá 450g), gà tre Tân Châu[14] của Việt Nam (trọng lượng tối đa 900g), gà vảy cá[15].
- Gà kiểng loại lớn: là các giống gà có trọng lượng trên 1 kg. Loại này thường được nuôi ở các vùng ngoại ô, các tỉnh, thông thường việc nuôi chúng chú trọng vào dáng vẻ, thế thần của gà. Những loại này cần chuồng trại lớn nên chúng không được người chơi ở các thành phố lớn chuộng. Một số giống gà tiêu biểu như gà Shamo của Nhật Bản, gà Đông Tảo hay gà nòi của Việt Nam (trọng lượng cao nhất 4–5 kg).

Một số hình ảnh của các giống gà kiểng đẹp:

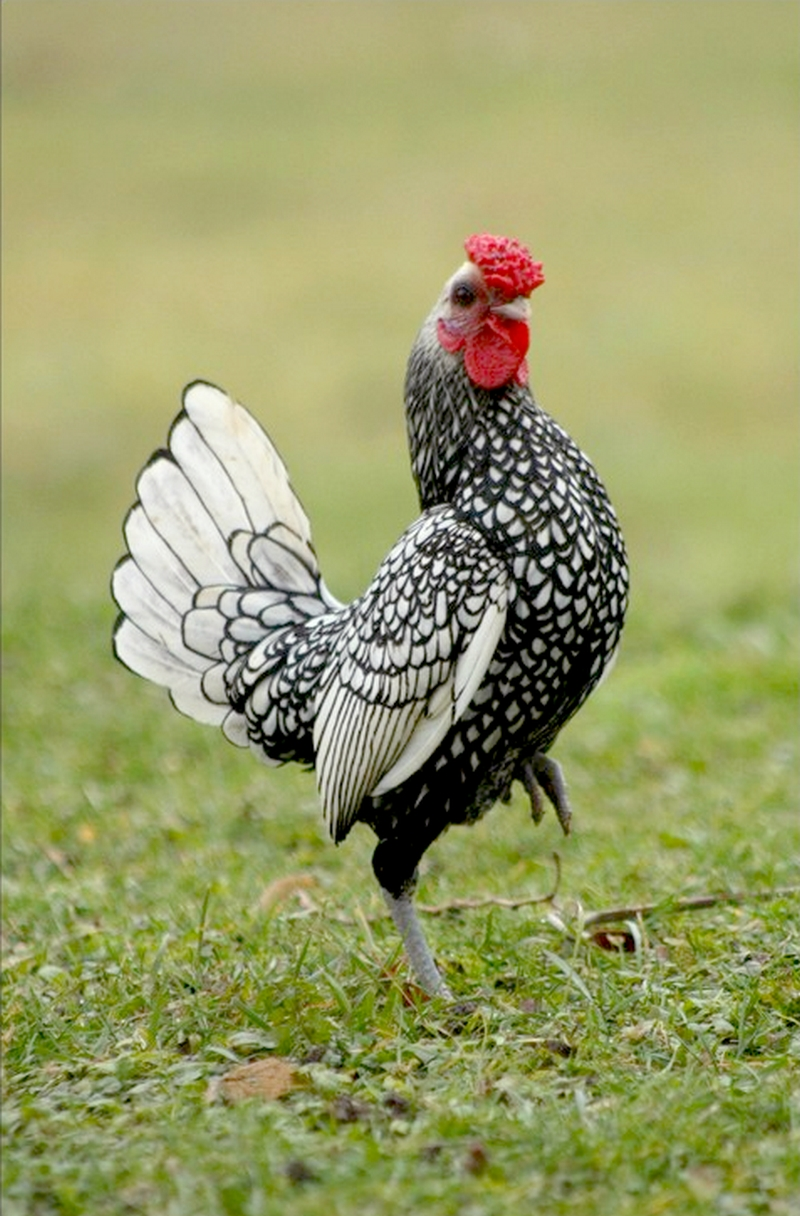
Gà vảy cá
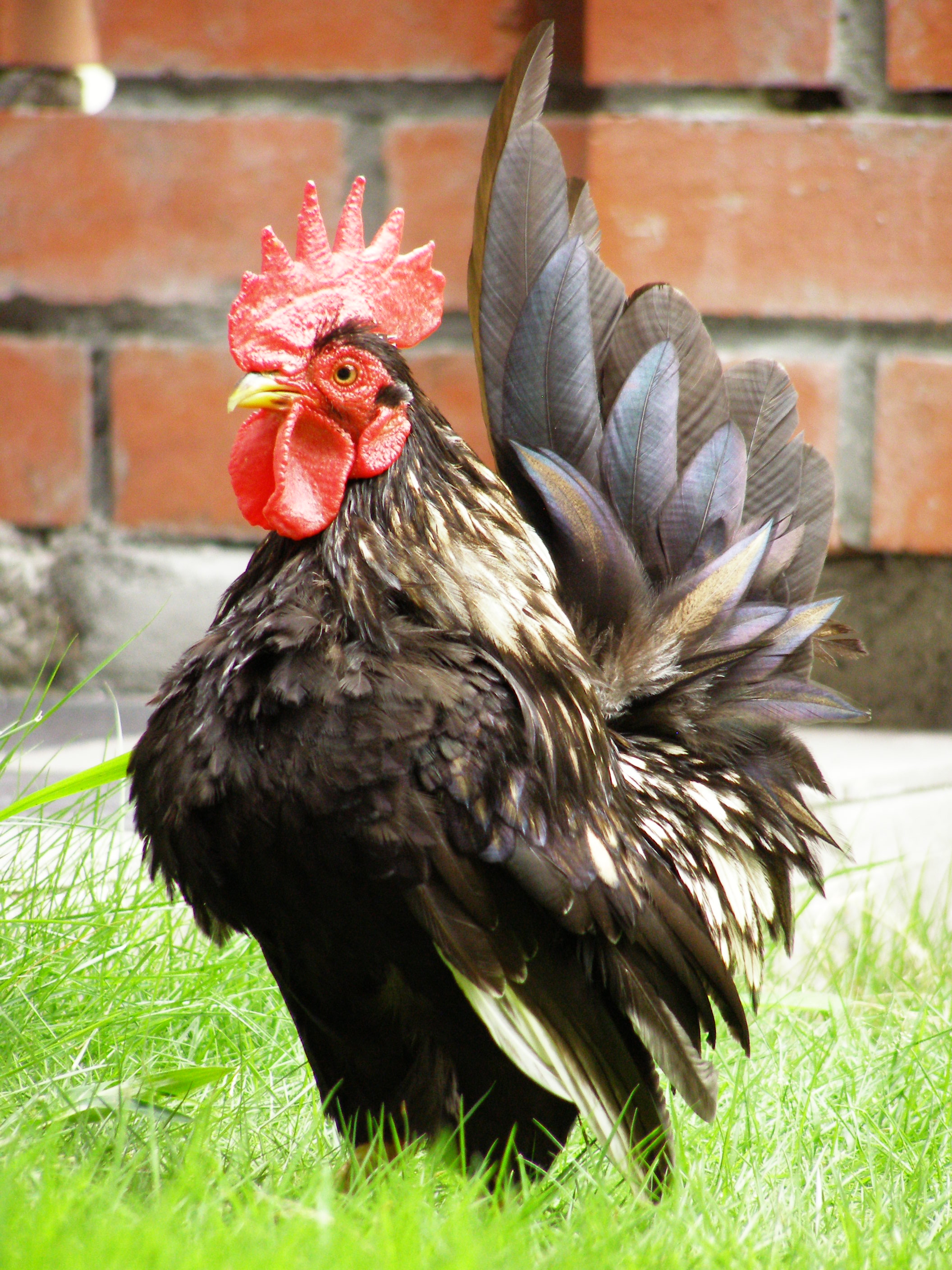
Gà tre Mã Lai
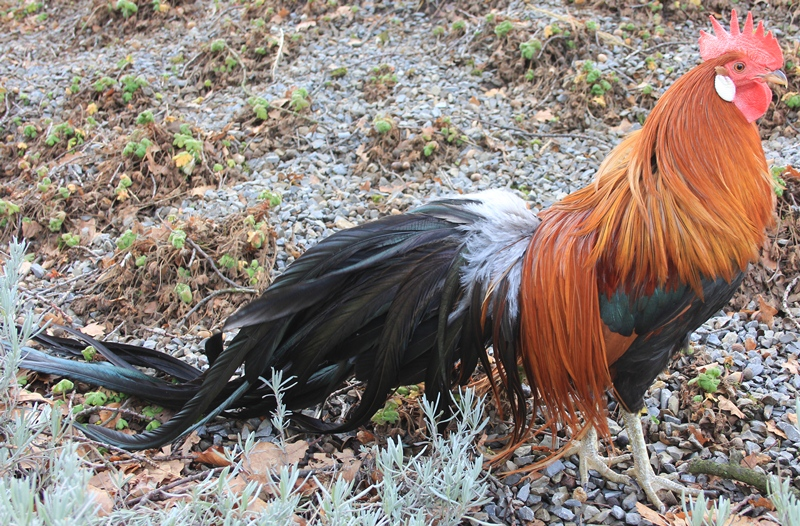
Gà Onagadori
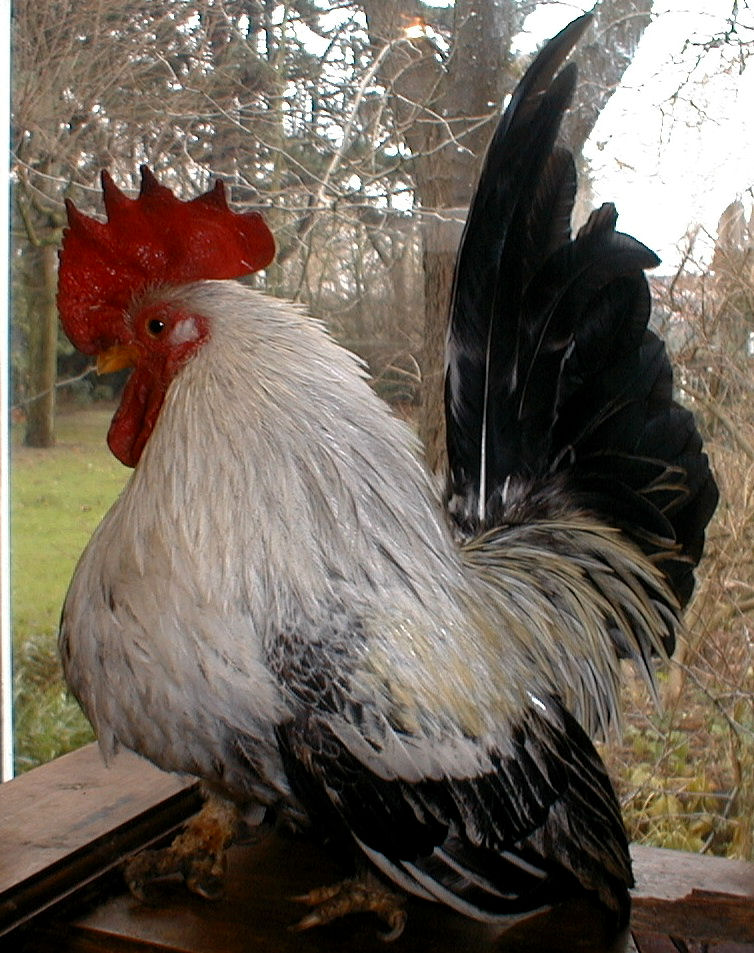
Gà tre Nhật Bản
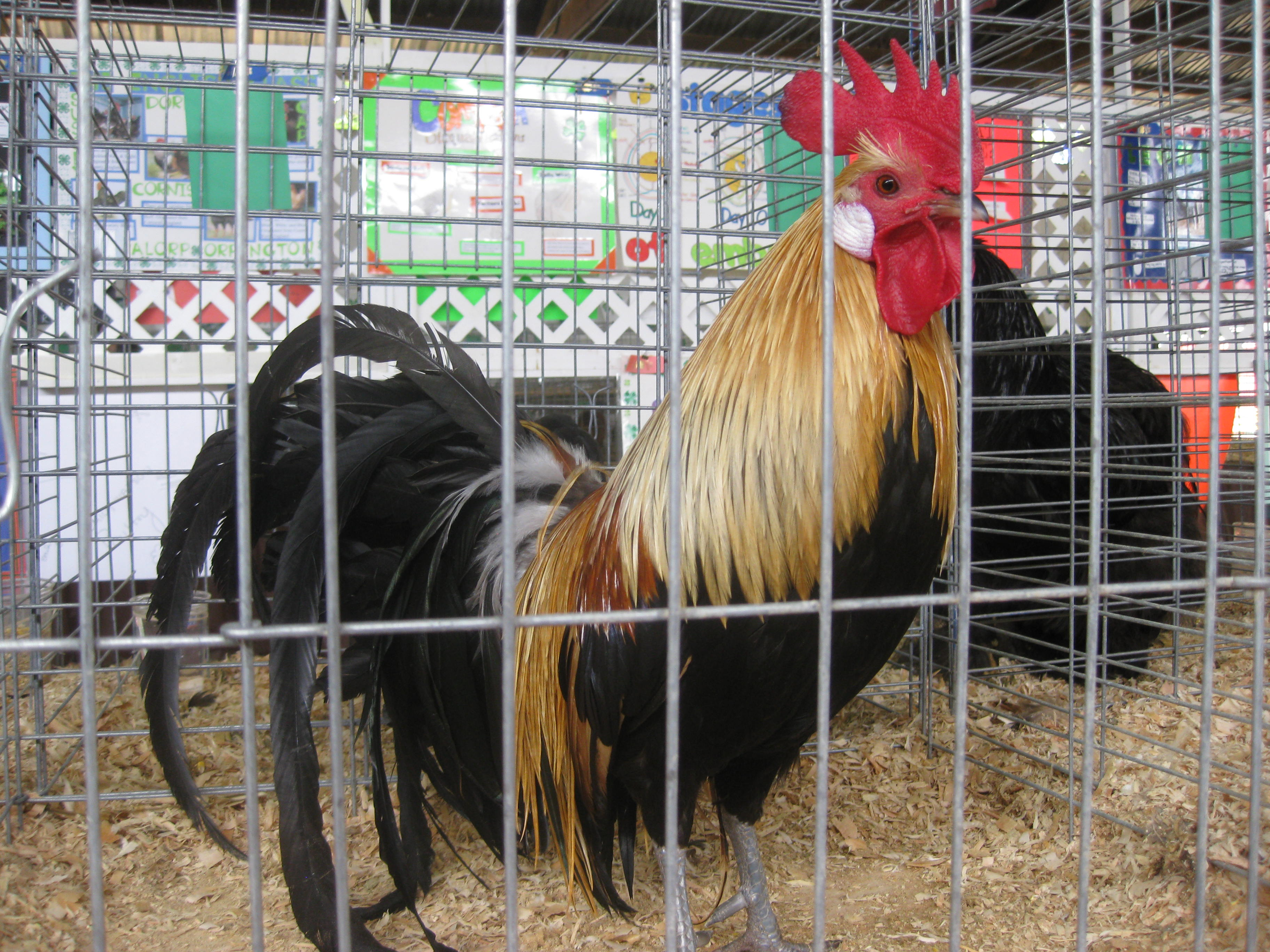
Gà Phượng hoàng
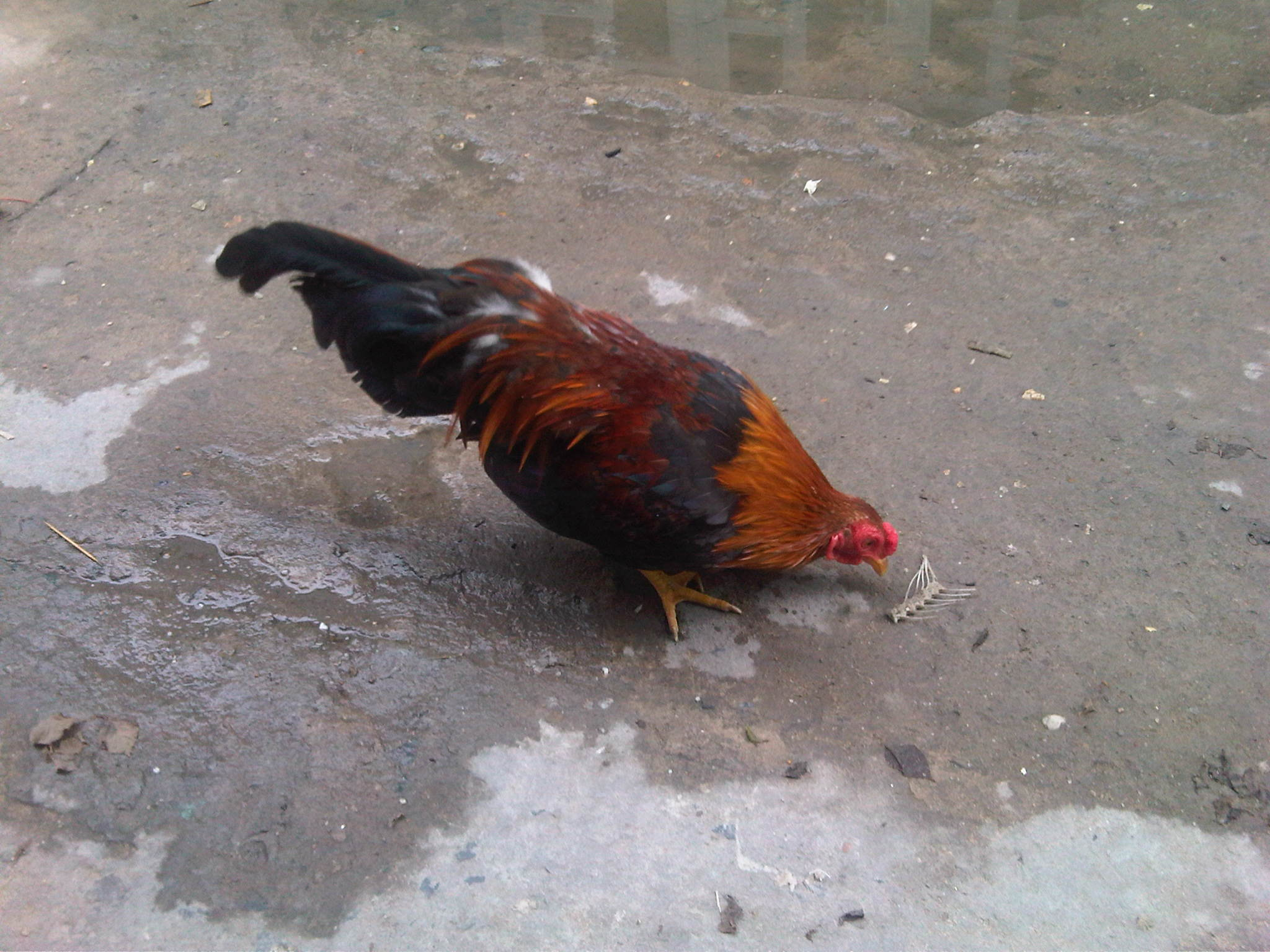
Gà tre Tân Châu
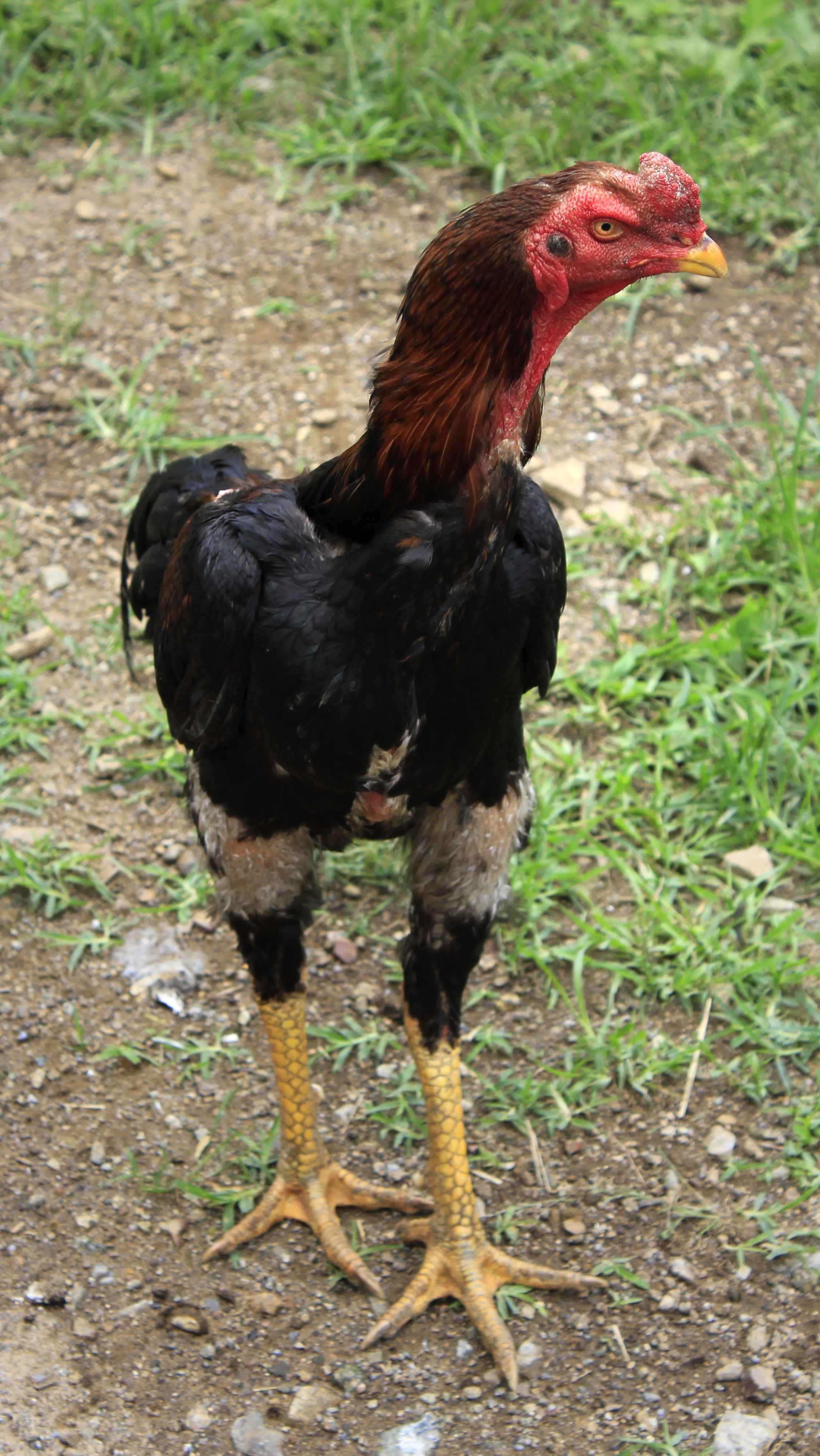
Gà Shamo
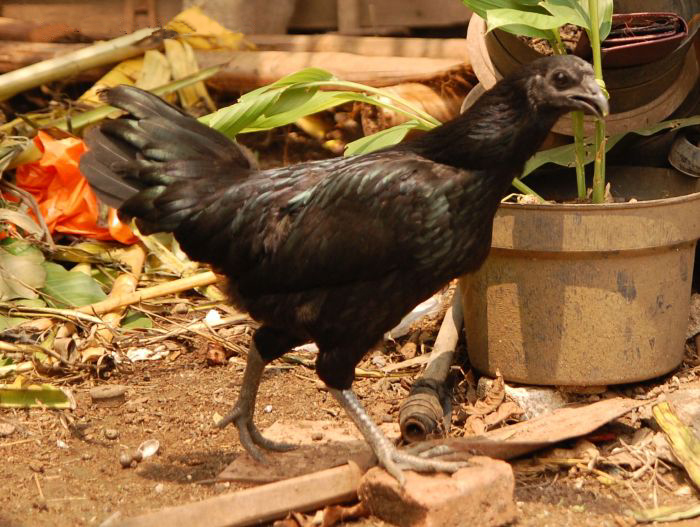
Ayam Cemani
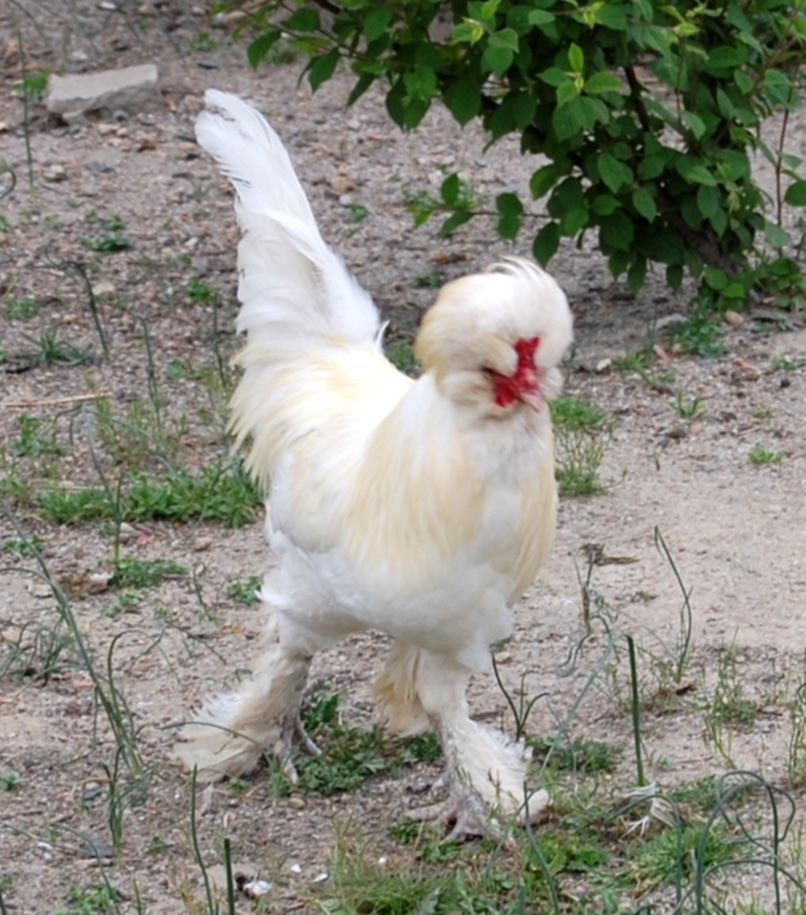
Gà Sultan

Giá trị của gà kiểng có những con có giá vài triệu đồng, nhưng cũng có những con gà có giá lên cả trăm triệu đồng. Tùy theo hình thể và sắc màu mà người nuôi đặt cho chúng nhiều tên gọi khá ấn tượng như: Chuối tuyết, chuối vàng, chuối ô, chuối bông, chuối tuyết bướm, nhạn Thái, cú Thái, nhạn Mã Lai, điều, lửa, bông đen, tàu vàng, gà chuối tuyết (mình trắng, đuôi đốm đen); chuối ô; điều Tân Châu và nhạn Mã Lai. Đây là những giống có màu lông trắng muốt, đen, tía, bông, vàng hoặc pha trộn, chân lùn, mào to, tích to, đuôi xòe và thẳng đứng. Đặc biệt những con trống có cựa dài, linh hoạt, háo chiến và tiếng gáy lảnh lót, vang xa, cao vút.

## Chăm sóc
Để có được một con gà kiểng như ý, những người chơi cũng phải dày công. Những nghệ nhân chơi gà kiểng phải biết cách chăm sóc và huấn luyện để gà đạt được hình dạng và trọng lượng nhỏ nhất, dáng đi oai vệ, ngực ưỡn đuôi xòe, thân thiện với con người và biết cách show dáng. Có người còn cho gà ngủ chung, ăn chung để tạo cho gà sự dạn dĩ, không sợ người. Có được chú gà kiểng đẹp đã là một điều khó, nuôi gà kiểng càng khó hơn. Cách chăm sóc gà kiểng cũng giống như các loại gà khác. Thức ăn chính của chúng là lúa hoặc thực phẩm hỗn hợp và bổ sung thêm rau xanh. Cho ăn thêm mối hoặc côn trùng để tăng sức đề kháng.

## Kinh tế

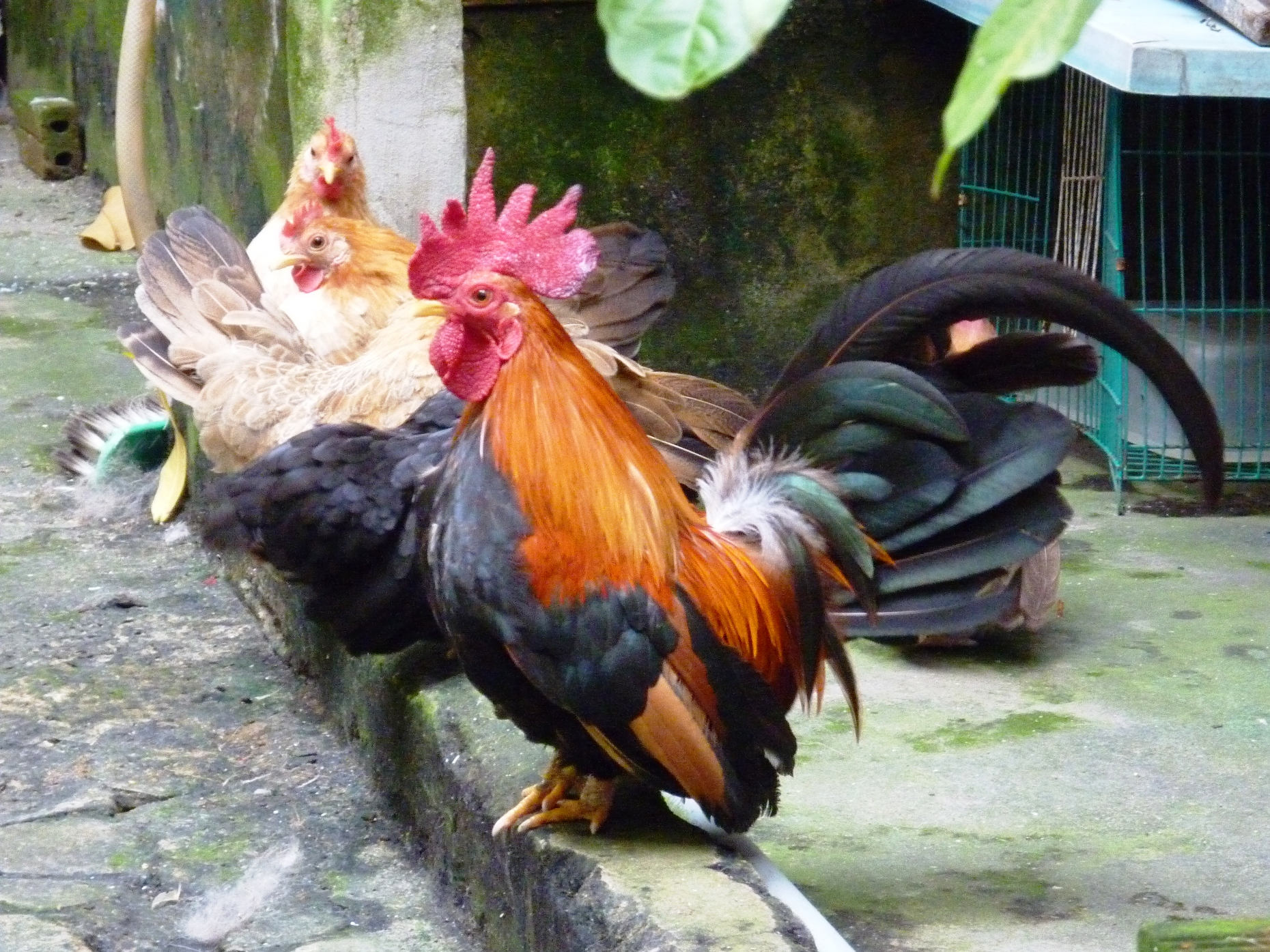
Một con gà tre Thái Lan được nuôi tại Việt Nam

Trên thế giới gà kiểng là một ngành công nghiệp có giá trị. Ở châu Á có Thái Lan là nước có phong trào gà kiểng rất sôi động là một trong những nước xuất khẩu gà kiểng hàng đầu thế giới. Thái Lan là nơi đổ gà (nhân giống) mạnh nhất trong khu vực. Người Thái mang giống gà Nhật về đổ để cung cấp cho dân chơi gà kiểng ở nhiều nước.
Ở Việt Nam, phong trào chơi gà kiểng ngày một phát triển. Một con gà kiểng có trọng lượng 500g lượng thức ăn tiêu tốn chỉ bằng 1/3 con gà công nghiệp, nhưng giá trị của nó đem lại có thể cao gấp vài chục lần con gà công nghiệp. Trước đây, người nuôi gà để dùng đá độ. Sau đó, thú chơi gà kiểng nhen nhóm trở lại rồi phát triển mạnh đến nay ở khắp nơi.
Những con gà kiểng từ Thái Lan bắt đầu du nhập thị trường Việt Nam và nhanh chóng tạo nên cơn sốt, đỉnh điểm là vào năm 2008, hầu hết gà Thái mang về Việt Nam bán tại các chợ dọc biên giới đều được dân buôn mua tại Campuchia, thuộc loại hàng dạt, không rõ nguồn gốc, giá rất rẻ. Giới trẻ Sài Gòn và Đà Nẵng đã đầu tư rất nhiều thời gian, tiền bạc vào thú chơi mới lạ này.